# René Le Bault de La Morinière
Pour les articles homonymes, voir Morinière.
René Le Bault de La Morinière est un homme politique français, né à Landemont (Maine-et-Loire) le 31 mai 1915 et mort dans ce même village le 18 février 2009.
Il a été membre de l'Union pour la nouvelle République puis de l'Union des démocrates pour la République.

## Carrière parlementaire
Le châtelain de Landemont, résidant au château de la Haye, fut élu député de la cinquième circonscription de Maine-et-Loire lors des élections législatives de 1958. Il fut le premier député de la Ve République élu dans cette circonscription. Comme dans quatre autres circonscriptions du département (sur un total de six), il représente le parti gaulliste auquel il restera fidèle tout au long de sa carrière parlementaire.
Il fut réélu lors des élections législatives de 1962, de 1967 et de 1968.
Aux élections législatives de 1973 ; il aura pour successeur à l'Assemblée nationale le centriste Maurice Ligot.

### Sources / bibliographie
- Notice biographique sur le site de l'Assemblée nationale